# Prévessin
Prévessin est une ancienne commune française du département de l'Ain. Le 1er janvier 1975, elle fusionne avec Moëns pour former la commune de Prévessin-Moëns.

## Toponymie

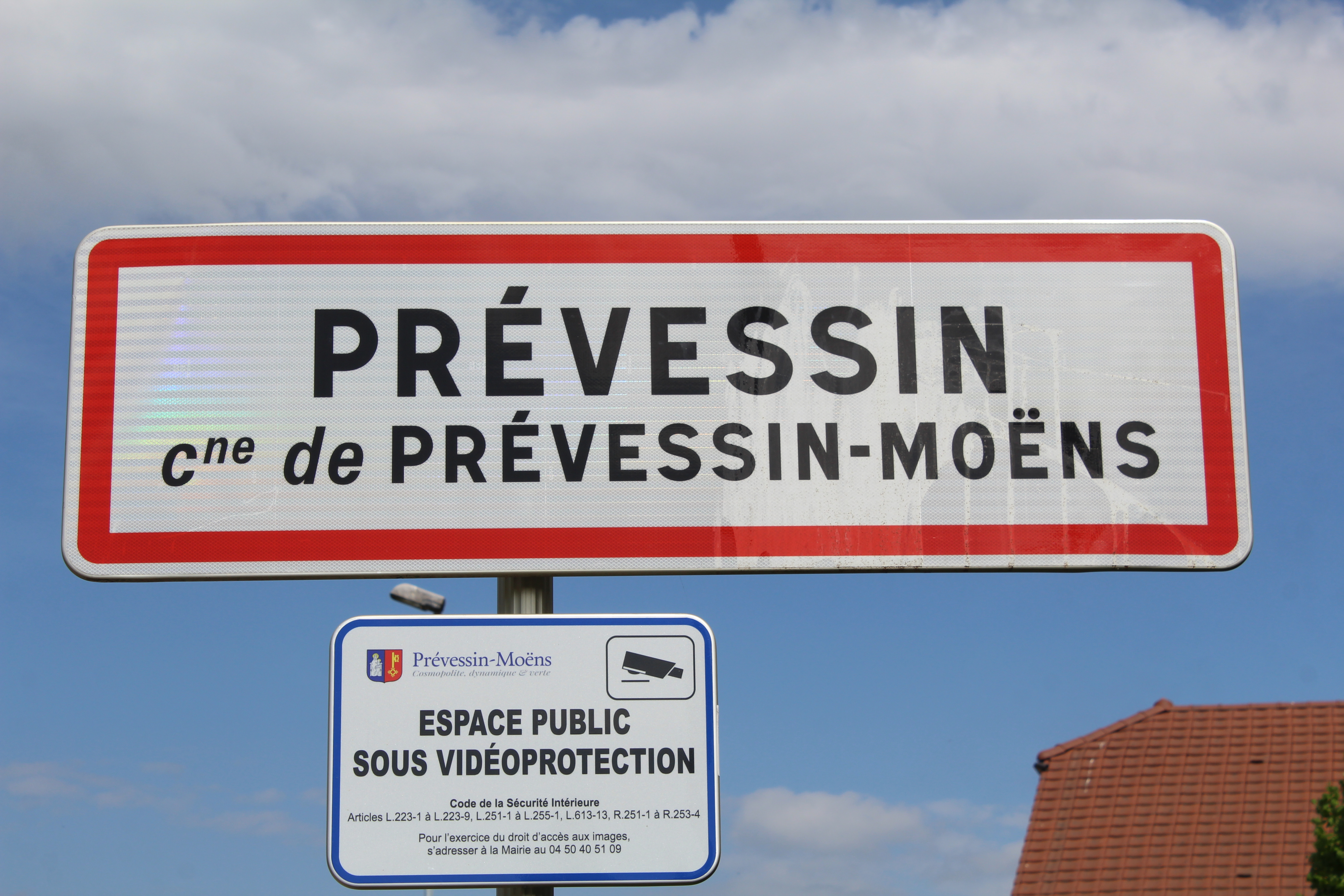
Panneau d'entrée.

Prévessin est attesté sous la forme Privissin en 1257.

## Histoire
Le 1er janvier 1975, elle fusionne avec Moëns pour former la commune de Prévessin-Moëns.

## Population et société

### Démographie
| 1793 | 1800 | 1806 | 1821 | 1831 | 1836 | 1841 | 1846 | 1851 |
| ---- | ---- | ---- | ---- | ---- | ---- | ---- | ---- | ---- |
| 223  | 274  | 247  | 239  | 312  | 339  | 353  | 389  | 318  |

| 1856 | 1861 | 1866 | 1872 | 1876 | 1881 | 1886 | 1891 | 1896 |
| ---- | ---- | ---- | ---- | ---- | ---- | ---- | ---- | ---- |
| 330  | 345  | 342  | 332  | 376  | 363  | 347  | 317  | 334  |

| 1901 | 1906 | 1911 | 1921 | 1926 | 1931 | 1936 | 1946 | 1954 |
| ---- | ---- | ---- | ---- | ---- | ---- | ---- | ---- | ---- |
| 340  | 352  | 361  | 341  | 364  | 343  | 337  | 323  | 329  |

| 1962 | 1968 | - | - | - | - | - | - | - |
| ---- | ---- | - | - | - | - | - | - | - |
| 354  | 406  | - | - | - | - | - | - | - |

## Culture locale et patrimoine

### Monuments
- Borne milliaire de Prévessin-Moëns.
- L'église de l'Assomption fait l’objet d’une inscription au titre des monuments historiques depuis le 4 novembre 1982[3].
- Vestiges du prieuré de Prévessin.

## Pour approfondir